# 板櫃町
板櫃町（いたびつまち）は、福岡県企救郡にあった町。現在の北九州市小倉北区・八幡東区の一部にあたる。

## 地理
板櫃川の下流域に位置していた。
- 島嶼：藍島・馬島

## 歴史

### 沿革
- 1889年（明治22年）4月1日 - 企救郡板櫃村、中井村、槻田村、藍島村、馬島が合併して村制施行し、板櫃村が設立[1][2]。
- 1908年（明治41年）4月1日 - 企救郡西紫村大字小熊野・篠崎を編入[1][2]。
- 1922年（大正11年）10月1日 - 町制施行し板櫃町となる[1][2]。
- 1925年（大正14年）4月28日 - 板櫃町を二分割し、一部（大字槻田・小熊野の各一部）が八幡市に、残部（大字板櫃・中井・馬島・藍島・篠崎・槻田〔一部〕・小熊野〔一部〕）が小倉市にそれぞれ編入され廃止された[1][2]。